# Famiglia di Eulau
La Famiglia di Eulau è un gruppo di resti umani rinvenuti a Eulau, cittadina della Sassonia-Anhalt (Germania); lo straordinario ritrovamento paleoantropologico di questa sepoltura di un gruppo di individui è considerato la prima famiglia di cui si abbia prova certa e diretta nel mondo preistorico.

## Il ritrovamento
Nel corso di scavi intrapresi nella zona, nei pressi del fiume Saal, nel 2005 alcuni ricercatori inglesi e tedeschi individuarono quattro sepolture multiple, dal cui preliminare esame si comprese che i resti ossei ritrovati appartenevano a esseri umani dell'epoca del Neolitico. Subito il ritrovamento, datato a circa 4.600 anni fa dai ricercatori dell'Università tedesca Johannes Gutenberg- Mainz, fu considerato del tutto inusuale visti come erano stati sepolti i cadaveri, abbracciati l'uno con l'altro. Successive indagini rivelarono infatti che si trattava di componenti di un antico nucleo familiare, il primo al mondo di cui sia stata trovata sicura traccia, certificando tale ritrovamento la presenza di un classico gruppo di famiglia nel contesto preistorico dell'Europa centrale. Questa conclusione è stata raggiunta dall'analisi del DNA estratto dalle ossa e dai denti. Le vittime facevano quindi parte di una stessa famiglia, composta da due adulti di età compresa tra i 30 e i 40 anni che abbracciavano ciascuno un bambino di età presumibile di 4-5 e 8-9 anni. Uno di questi bambini è stato trovato con il cranio fracassato, mentre gli adulti avevano le ossa degli avambracci fratturate, segni questi di una probabile morte a seguito di cruente lotte tra clan di tribù rivali. Oltre alla coppia con i due figli, sono stati ritrovati anche due donne con i loro presumibili figli, una con tre e l'altra con uno e infine anche un uomo con due "cuccioli" di 4 e 5 anni. In totale sulla collina di Eulau sono stati ritrovati tredici individui tra grandi e piccoli, tutte vittime di un violento scontro. Una donna ha una pietra conficcata tra le vertebre, un'altra ha il cranio fracassato. Diversi corpi mostrano invece pesanti ferite alle braccia e alle mani.

## Valore della scoperta
Le lotte per la sopravvivenza anche in epoca preistorica erano frequenti ma anche molto brutali. Tuttavia tale ritrovamento fa pensare anche che quegli uomini avevano sviluppato già un forte senso di legame familiare e di pietas verso i componenti del proprio clan, proprio per come il seppellitore collocò i cadaveri: ciascun genitore abbraccia frontalmente un figlio, quasi a volerli proteggere e tenerli uniti per sempre anche nell'aldilà.